# 掛川康晴
掛川 康晴（かけがわ やすはる、1964年10月25日 - ）は、日本の教育者、実務家。群馬県高崎市出身。東証1部上場企業財務部勤務を経て、群馬に帰郷。その後、専門学校や大学・短大などで講師を行う一方で、社会人教育や再雇用教育、ベネッセでのキャリアップゼミサブリーダー、セミナー講座などを多数行っている。
元専門学校副校長（COO）、元NPO法人代表、テストセンター運営責任者などを務める。
経理・財務を教えるようになったのは、上場企業勤務時に、ボランテイアで夜間に簿記を教えるようになったのがきっかけ。
東京で働き始めて3年後に父親が倒れて帰郷した。その後1年間父親の介護を行い、専門学校に就職、税理士コースの担任などを経て副校長（COO）となるが、3年後に退職し、NPO法人を知人が代表で設立した（このとき本人は副理事長）。後に代表に就任。
社会人教育や再就職講座などを中心に活動したが設立から13年で解散した。
その間も、各地の商工会議所や公共機関などからのセミナーや講座を受託した。また、簿記や会計の教育にも熱心で多くの合格者の輩出している。